# Maripa (Wenezuela)
Maripa – miasto w Wenezueli, w stanie Bolívar.